# Launt Thompson

Karikatur von George Arnold: Launt Thompson

Launt Thompson (* 8. Februar 1833 in Irland; † 26. September 1894 in Middletown, New York) war ein britisch-US-amerikanischer Bildhauer.

## Leben
Im Jahr 1847 wanderte Launt Thompson mit seiner verwitweten Mutter in die Vereinigten Staaten aus und ließen sich in Albany nieder. Hier studierte er zunächst Medizin und beschäftigte sich auch mit der Malerei. Dann widmete er sich der Bildhauerkunst unter Erastus Dow Palmer (1817–1904), in dessen Atelier er neun Jahre arbeitete. Kurz darauf ging er nach New York City und eröffnete 1858 sein eigenes Atelier. Zwischen 1868 und 1869 besuchte er Italien und lebte einige Monate in Rom, um die alten Meister zu studieren. Nach seiner Rückkehr heiratete Launt Thompson in Pennsylvania Maria Louisa Potter, Tochter des Bischofs von Pennsylvania Alonzo Potter und seiner Frau Mary Nott. In den Jahren 1875 bis 1887 lebte er in Florenz.

## Ehrungen
- 1862: Wahl zum Mitglied (NA) der National Academy of Design[1]